# Cerro Porteño
A Club Cerro Porteño egy paraguayi labdarúgóklub, melynek székhelye Asunciónban található. A klubot 1912. október 1-én alapították. Jelenleg az első osztályban szerepel.
A paraguayi bajnokságot 31 alkalommal nyerte meg, ezzel az Olimpia Asunción után a második legeredményesebb csapat Paraguayban.
Hazai mérkőzéseit az Estadio General Pablo Rojasban játssza, amely létesítmény 35 000 fő befogadására alkalmas. A klub hivatalos színei: piros-kék.

## Sikerlista
- Paraguayi bajnok (31): 1913, 1915, 1918, 1919, 1935, 1939, 1940, 1941, 1944, 1954, 1961, 1963, 1966, 1970, 1972, 1973, 1974, 1977, 1987, 1990, 1992, 1994, 1996, 2001, 2004, 2005, 2009 A, 2012 A, 2013 C, 2015 Apertura